# Graphium cloanthus

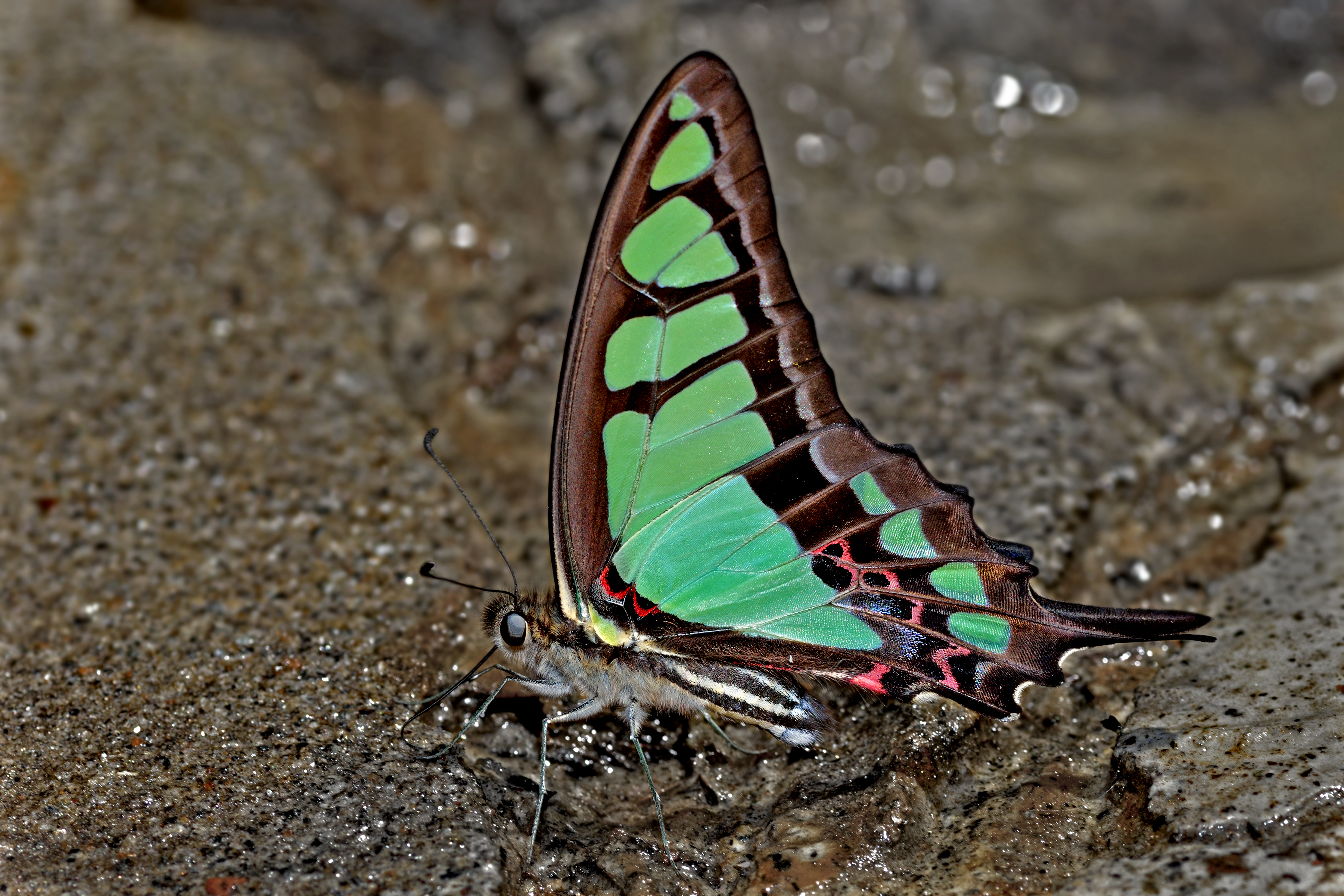
Flügelunterseite

Graphium cloanthus ist ein in Asien vorkommender Schmetterling aus der Familie der Ritterfalter (Papilionidae) und der Unterfamilie der Schwalbenschwänze (Papilioninae).

## Merkmale

### Falter
Die Flügelspannweite der Falter beträgt 55 bis 70 Millimeter. Zwischen den Geschlechtern besteht kein Sexualdimorphismus. Beide Geschlechter weisen die gleichen Zeichnungselemente auf. Die Vorderflügel sind leicht gebogen und bilden am Apex eine kräftige Spitze. Am Analwinkel der Hinterflügel befindet sich ein langer schwarzer, spitzer Schwanzfortsatz. Die Grundfarbe der Flügeloberseiten ist gelbgrün bis blaugrün. Zwischen Apex und Zelle wird die Grundfarbe durch schmale schwarze Binden mehrfach unterbrochen. Der Saum sämtlicher Flügel ist schwarz. Arttypisch ist die starke Hyalinität der Flügel. Im englischen Sprachgebrauch wird die Art als Glassy Bluebottle (gläserne blaue Flasche) bezeichnet. Auf den Unterseiten scheinen die Farben und Zeichnungen der Oberseiten hindurch. Zusätzlich sind einige rötliche Flecke in der Basal- und der Submarginalregion erkennbar.

### Raupe

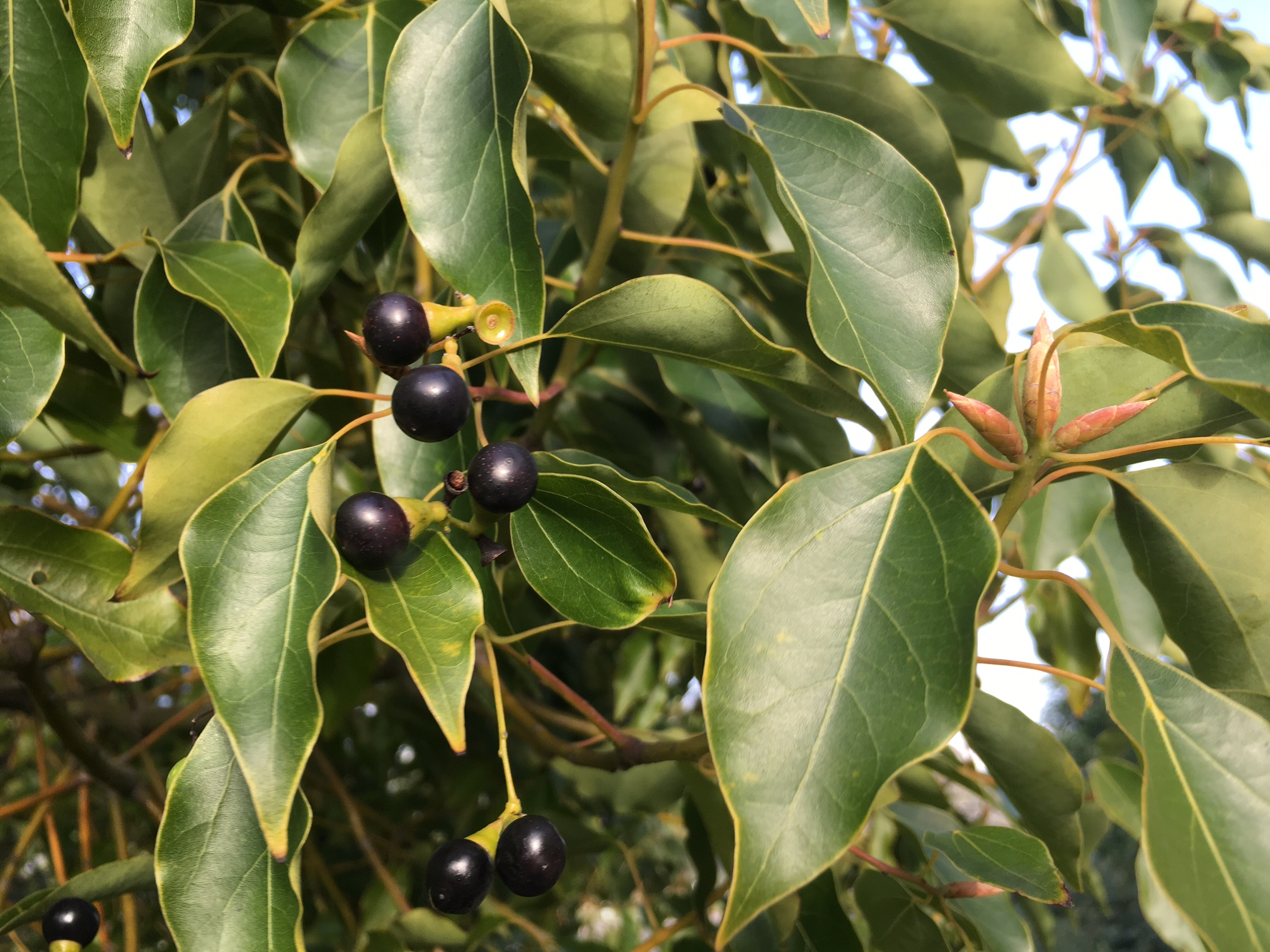
Die Blätter des Kampferbaums sind eine Nahrung der Raupen

Ausgewachsene Raupen sind überwiegend grün gefärbt, am fünften Körpersegment verdickt und verjüngen sich zum Ende hin. Um Fressfeinde abzuschrecken, sind sie in der Lage, ein gelbliches Osmaterium auszustülpen. Die Raupen ernähren sich von den Blättern des Kampferbaums (Cinnamomum camphora) sowie von Magnolia × alba, Machilus odoratissima oder Persea thunbergii.

### Puppe
Die Puppe hat eine gestreckte Form, ist überwiegend grün gefärbt, zeigt einige gelbe Längsstreifen und besitzt am Kopf hornartige Spitzen. Sie wird als Gürtelpuppe an Zweigen oder Blättern befestigt.

### Ähnliche Arten
Graphium sarpedon unterscheidet sich in erster Linie durch den wesentlich breiteren schwarzen Saumbereich sämtlicher Flügelpaare sowie die nur schwach durchsichtigen Flügel und die nur angedeuteten Schwanzfortsätze.

## Verbreitung, Unterarten und Lebensraum
Die Art kommt mit folgenden Unterarten im südostasiatischen Raum vor:
- Graphium cloanthus cloanthus, in Indien, Nepal, Thailand, Bhutan, Myanmar und Indonesien
- Graphium cloanthus clymenus (Leech, 1893), in China
- Graphium cloanthus kuge (Fruhstorfer, 1908), auf Taiwan

Graphium cloanthus besiedelt Laubwälder in Höhenlagen zwischen 500 und 1800 Metern.

## Lebensweise

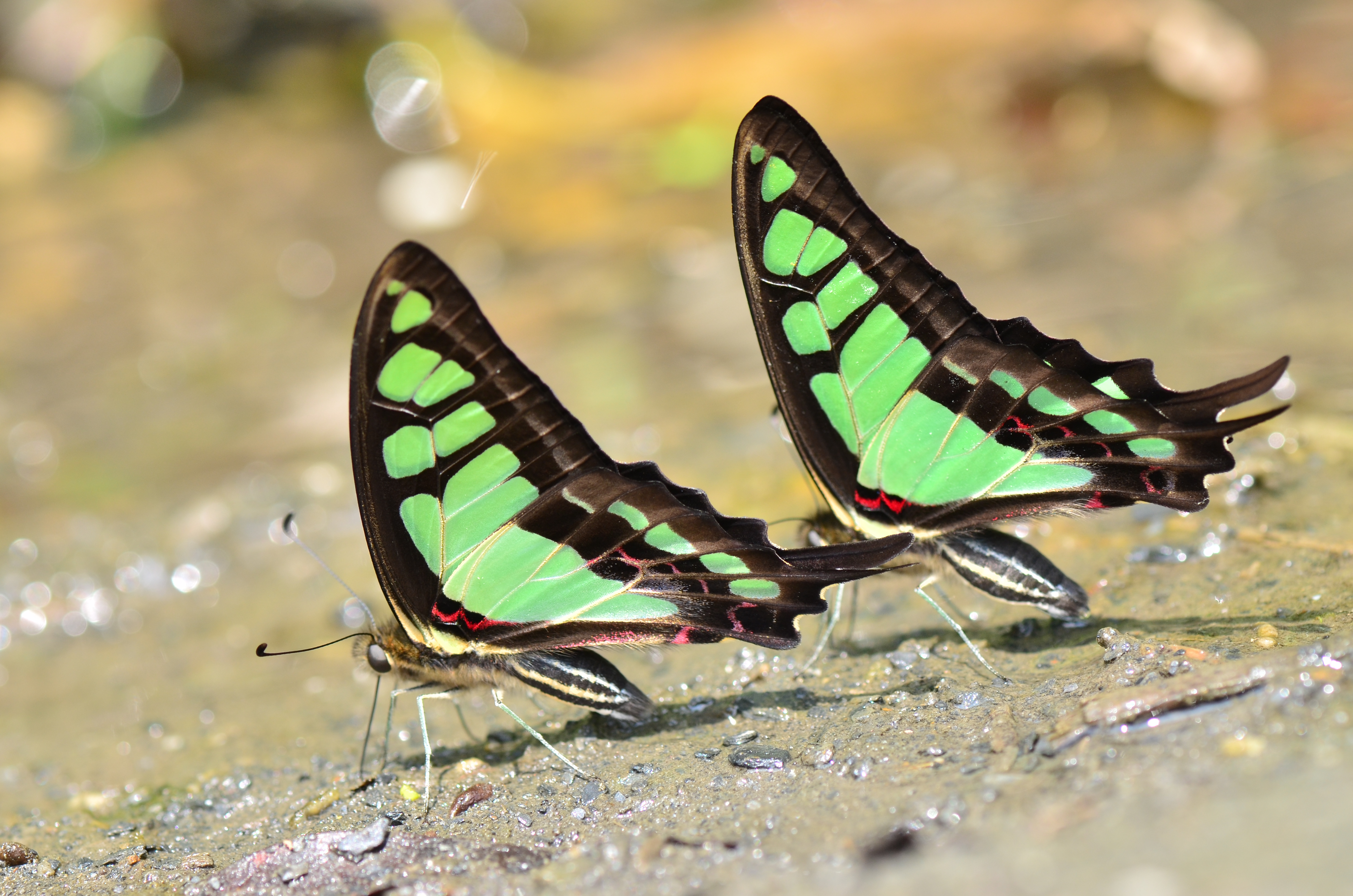
Zwei an feuchter Bodenstelle saugende Falter

Die Falter fliegen in mehreren Generationen im Jahr, schwerpunktmäßig in den Monaten März und April sowie Juli und August. Während die Weibchen zur Nektaraufnahme Blüten besuchen, saugen die Männchen bevorzugt, zuweilen in Anzahl am Boden an feuchten Erdstellen, um Flüssigkeiten sowie Mineralstoffe aufzunehmen. Dazu saugen sie mit ihren langen Saugrüsseln Flüssigkeit vom Boden auf, aus der sie Mineralien herausfiltern. Dabei pumpen sie Wasser durch ihren Körper und stoßen den Überschuss aus dem After wieder aus, wodurch sie weitere Mineralien aus dem Boden lösen, die dann ebenfalls aufgenommen werden können.